# لدرهوز
لدرهوز (به آلمانی: Lederhose) یک شهر در آلمان است که در گرایتس واقع شده‌است. لدرهوز ۲۹۵ نفر جمعیت دارد.